# Grosvenor Island
Grosvenor Island är en ö i Kanada.   Den ligger i territoriet Nunavut, i den norra delen av landet, 3 700 km nordväst om huvudstaden Ottawa. Arean är 6,5 kvadratkilometer. Ön ligger i ögruppen Findlay Group.
Terrängen på Grosvenor Island är platt. Öns högsta punkt är 45 meter över havet. Den sträcker sig 2,9 kilometer i nord-sydlig riktning, och 3,2 kilometer i öst-västlig riktning.
Trakten runt Grosvenor Island är permanent täckt av is och snö.